# Coliridianismo
Coliridianismo era um movimento cristão obscuro, considerado herético pela Igreja Católica, seus adeptos aparentemente adoraram a virgem Maria, mãe de Jesus, como uma deusa. A principal fonte de informações sobre esta seita vem de Epifânio de Salamina, que escreveu sobre eles em seu trabalho intitulado Panarion, cerca de 375 AD. De acordo com Epifânio, algumas mulheres sauditas (em grande parte pagãs) sincretizaram crenças indígenas com o culto de Maria, oferecendo a ela bolos e pães. Pouco se sabe sobre a origem do coliridianismo, mas Epifânio assegura que foi em Trácia e Cítia.
Em seu livro The Virgin, no entanto, Geoffrey Ashe coloca a hipótese de que o coliridianismo foi uma religião paralela ao cristianismo, fundada pela primeira geração de seguidores da Virgem Maria, cujas doutrinas foram mais tarde incluídas pela Igreja Católica no Primeiro Concílio de Éfeso em 431. Averil Cameron foi mais cética sobre, dizendo que o culto nem sequer existia, se baseando no fato de que Epifânio é a única fonte e os autores posteriores simplesmente remetem o seu texto.